# 야하타 우미리
야하타 우미리(일본어: 八幡海鈴)는 애니메이션 「BanG Dream! It's MyGO!!!!!」의 등장 인물이다.
CV:오카다 메이

## 개요
애니메이션 「BanG Dream!」의 파생 작품 「It's MyGO!!!!!」의 등장 인물. 4월 7 일생. 신장 158㎝.
하나사키가와 여자학원 에 다니는 고등학교 1학년으로, 항상 경어 로 말한다.
프로급의 베이스 의 팔을 가지는 연주자이며, 게다가 애용하는 베이스는 난도가 높은 5현 베이스.
그 솜씨로부터 서포트로 30 종류의 밴드를 들고 있다고 하는 ,무서운 슈퍼 서브이다.
덧붙여 본인 웬 『가동하고 있는 것은 10 밴드 정도』이지만, 어느 쪽이든 굉장하다.
「MyGO!!!!!」의 시이나 타치키 와는 같은 클래스의 동급생. 모습을 보고는, 잘 말을 건 사이.
그녀의 밴드 활동에 대해서, 겸손하게 탐험을 넣는 듯한 시원한 입만으로 생각하고 있어, 마지막은 정해져 종이팩의 음료를 건네주고 떠난다.
그 밖에도 타치키가 등과 재결성한 밴드(후의 「MyGO!!!!!」)가 해산 직전 때, 부재였던 나가사키 소요 의 「구멍」을 메우는 멤버로서, 타치키의 권유에 응 하고 서포트 참가했다… 덧붙여 떠날 때에는 등에 「응원하고 있습니다」라고 귓가에 전해, 그녀의 마음을 뒷받침했다.
작중에서는 상기와 같이 타치키와의 사이가 묘사되는 것과 동시에, 삼각 초화나 와카바 목목과 함께 있는 모습도 그려져 있어, 그리고 제13화 에서는 도요카와 쇼코 가 시작한 신 밴드 「Ave Mujica '의 베이스 ' 티모리스 '로 초화, 목욕과 함께 데뷔 공연을 하는 모습이 그려졌다.

## 티모리스(ティモリス)
밴드 유닛 " Ave Mujica "에서 하치만 해령 의 무대 이름. 유닛에서는 베이스 담당.
애니메이션 " It 's MyGO !!!!! " 캐릭터가 되어, 분방에 행동하는 아모리스 의 언동을 자주 제시하고 있다.
시계에 모의 생각이 있는 것 같고, It's MyGO!!!!! 애니메이션 제13화의 연극 씬에서는 회중 시계를 손에 넣고 있는 것 외, Ave Mujica의 1st 라이브 「Perdere Omnia」에서의 극 파트에서는 세계 가 멸망해 시계가 모두 움직이지 않게 된 후, 시간을 파악할 수 있도록(듯이) 「치크, 탁, 치크, 탁」이라고 스스로 초침을 세고 있었다.
또, 「Perdere Omnia」에서의 극 파트에서 세계를 파괴한 배덕감이 버릇이 될 것 같고 무서운, 자신의 이름에 붙은 발언을 하고 있다.

## 여담
- 그녀의 성씨의 유래인 「야하타초(야하타쵸)」는, 도쿄도 무사시노시에 현재도 실재한다. 실은 「야하타」라고 훈독하는 현존지명은 도내에서는 여기만 . 도쿄 23 구내 에서 현존하는 「하치만」이 붙는 지명에는 신주쿠구 에 치쿠토 하치만마치, 세타가 야구 에 하치만산이 있지만, 모두 「하치만」이라고 소리 읽기로, 또 다마 지구에서도 하치오지시· 히가시 쿠루 메시・후추시 에 각각 있는 '하치만마치'도 똑같이 음독으로 되어 있다.
- 팬들의 고찰에서 ' Ave Mujica '의 티모리스로 활동하고 있다는 소문이 있었지만, 앞서 말한 대로 최종화에서 확실히 해령=티모리스라고 밝혀졌다.
- 그녀는 상기와 같이 5현베이스를 취급하고 있어, 이것은 「BanG Dream!」로서는 그녀가 처음이다. 그러나 프로젝트 전체에서 생각하면 현재는 독립적이지만 전례 가 있다.
- 애니메이션판에서는 시종 포커 페이스이지만, 앱판에서는 타치키와 이야기할 때만 애니메이션판에서는 보이지 않는 웃는 얼굴이 되는 등, 말 그대로 타치키만 밖에 보이지 않는 얼굴(표정 차분)이 존재하고 있다.